# Oligosaccharyltransférase
Une oligosaccharyltransférase est une glycosyltransférase qui catalyse la réaction :
dolichyl-diphospho-oligosaccharide + [protéine]-L-asparagine  {\displaystyle \rightleftharpoons }  dolichyl-diphosphate + glycoprotéine dont la chaîne oligosaccharidique est liée à la L-asparagine par une liaison N-β-D-glycosyle.
Cette enzyme de la face cytosolique membrane du réticulum endoplasmique intervient dans la N-glycosylation de certaines protéines. Chez les eucaryotes, elle fixe un oligosaccharide sur un résidu L-asparagine inclus dans une séquence de glycosylation, ou séquon, Asn–Xaa–Ser ou Asn–Xaa–Thr, où Xaa représente un acide α-aminé protéinogène différent de la proline. L'oligosaccharide standard est le tétradécasaccharide Glc3Man9GlcNAc2, mais il peut également d'agir d'oligosaccharides dérivés de celui-ci par délétion ou ajout d'unités osidiques ; le motif Man3GlcNAc2 semble être commun à tous les oligosaccharides traités par cette enzyme, avec une N-acétylglucosamine terminale réalisant la liaison au résidu d'asparagine de la protéine à glycosyler.
Le dolichol impliqué dans le transfert de l'unité glycosylique comprend typiquement entre 14 et 21 unités isoprénoïdes avec deux doubles liaisons trans terminales et toutes les autres doubles liaisons en configuration cis.
La glycosylation réalisée par l'oligosaccharyltransférase a lieu dans la plupart des cas au cours de la traduction des ARN messagers en protéines par les ribosomes, mais des cas de glycosylation une fois la traduction terminée ont également été observés, ; il semblerait que la glycosylation post-traductionnelle n'intervienne que lorsque la protéine est mal repliée ou se replie trop lentement. On parle cependant dans tous les cas de modification post-traductionnelle pour qualifier ce processus.